# Estación de Lerma
Lerma es una estación de ferrocarril de la línea directa Madrid-Burgos, por Aranda de Duero, que dio servicio a la misma villa. La estación no cuenta con servicio de viajeros, únicamente con mercancías.

## Situación ferroviaria
La estación forma parte de la línea férrea de ancho ibérico Madrid-Burgos, punto kilométrico 232,9. Se halla entre las estaciones de Fontioso y Villamayor de los Montes, a 860 metros de altitud. El tramo es de vía única y está sin electrificar.

## Historia
La estación fue construida con la puesta en servicio de la línea de ferrocarril directo entre Madrid y Burgos. Esta línea fue inaugurada en 1968 y las obras corrieron a cargo de RENFE. El objetivo del ferrocarril era reducir el tiempo de recorrido entre Madrid y Frontera Francesa-Irún, pero la dejadez de la línea causó su cierre para el transporte de viajeros. Desde enero de 2005, con la extinción de la antigua RENFE, el ente Adif pasó a ser el titular de las instalaciones ferroviarias. Desde 2012 la línea solo se utiliza para transporte de mercancías y solo está operativa una de las 4 vías de la estación.  
La estación comenzó a ser demolida el día 12 de noviembre de 2021.

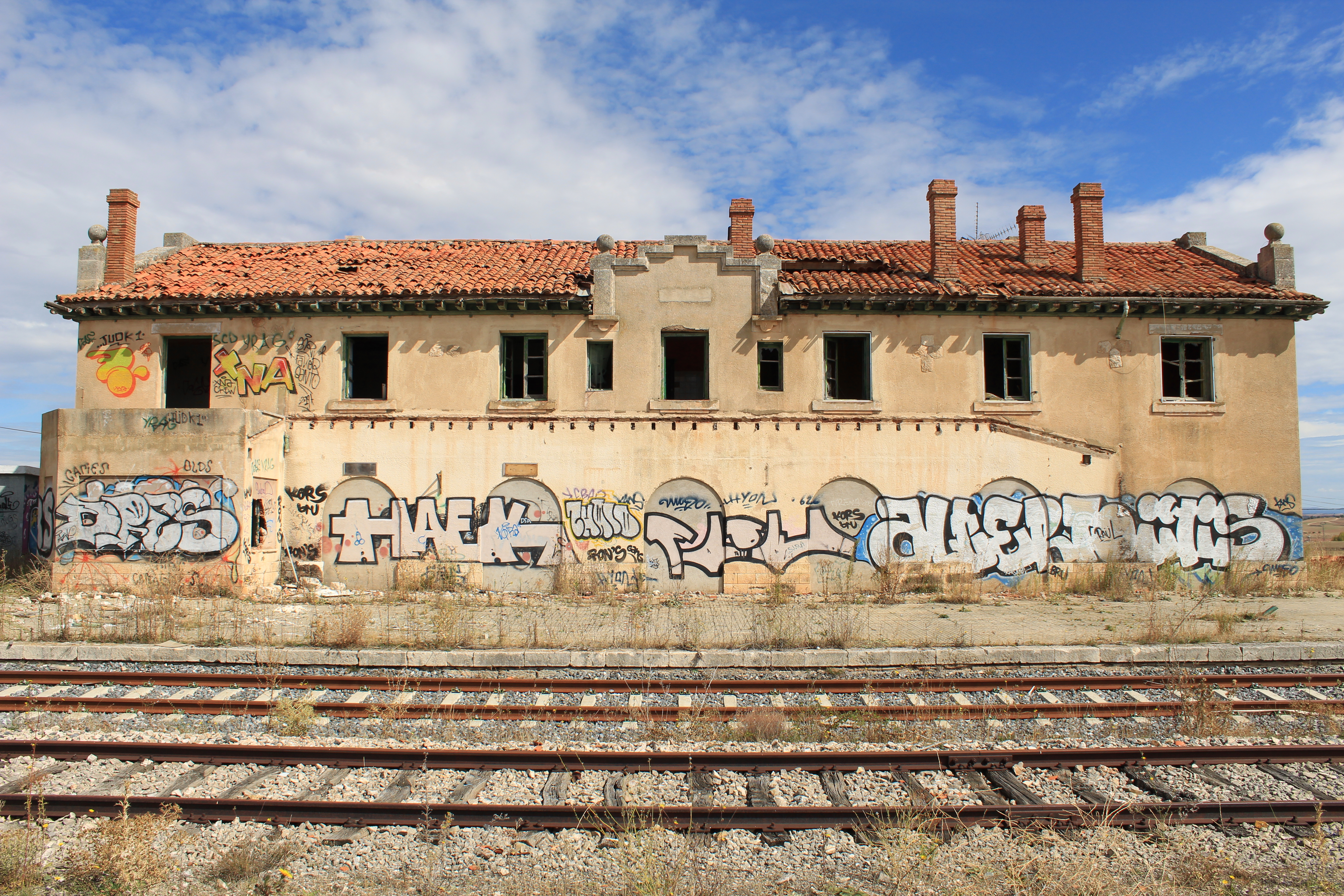
Vista frontal de la estación al 1° de octubre de 2021, semanas antes de la demolición.

## La estación
El edificio de viajeros era de doble planta, estando desmantelado el porche del andén previamente a su demolición. El complejo ferroviario cuenta, en total, con 2 andenes y 4 vías. Se encuentra a 1,3 km del casco urbano. Para acercar la estación al municipio, la vía hace una curva de herradura de 1 km de diámetro.

## Servicios ferroviarios
La estación solo cuenta con servicios de mercancías desde el descarrilamiento de un tren Talgo en 2010. El desprendimiento del túnel de Somosierra en 2011 hizo que el tráfico se perdiera al sur de Aranda de Duero.